# Coralie Fargeat
Coralie Fargeat, född 1976, är en fransk filmregissör, manusförfattare och producent.
Fargeat studerade på filmskolan La Fémis. Hennes debut kortfilm The Telegram (Le Télégramme, 2003) vann 13 priser på filmfestivaler.
2007 skapade Fargeat, tillsammans med Anne-Elisabeth Blateau, Les Fées cloches, en komisk miniserie för ungdomar där de båda spelar huvudrollen och som sänds från måndag till fredag på den franska tv-kanalen TF1. Hennes nästa sci-fi film Reality blev en liknande framgång. Coralie Fargeat är bland annat känd för sin långfilm Revenge, som hade premiär på Sundance Film Festival. År 2024 hade Fargeats skräckfilm The Substance premiär. Filmen mötte mycket god kritik och nominerades bland annat till fem Oscars vid Oscarsgalan 2025, inklusive Oscar för bästa regi, Bästa originalmanus och Bästa film för Fargeat.

## Filmografi
- 2017 – Revenge
- 2024 – The Substance